# Norská koruna
Norská koruna je zákonným platidlem skandinávského státu Norsko. ISO kód 4217 koruny je NOK. V norštině se jednotné číslo měny píše krone, množné číslo kroner. Jedna setina koruny se jmenuje øre, v oběhu se však nevyskytují žádné mince nižší nominální hodnoty než 1 koruna. Je používána i na Špicberkách, které jsou z mezinárodního hlediska součástí Norského království, ale mají velice vysoký stupeň autonomie a dokonce mohou uzavírat některé mezinárodní smlouvy nezávisle na pevninském Norsku. 
Norsko bylo mezi lety 1875 a 1914 členem Skandinávské měnové unie. Dalšími členy byly Dánsko a Švédsko. Ve všech státech se společná měna jmenovala koruna a byla kryta zlatem. Měnová unie zanikla na začátku 1. světové války, ale všechny státy si ponechaly název koruna pro své národní měny.

## Bankovky amince
Mince jsou čtyř nominálních hodnot: 1, 5, 10, 20 korun. Mince 10 a 20 korun mají na lícové straně portrét norského krále Haralda V. Na 10 korunách je napsáno „Alt for Norge“ (česky Vše pro Norsko) a na 20 korunách „Norges Konge“ (česky Norský král). Mince 1 a 5 korun nesou vyobrazení norských národních a královských symbolů.
Norské bankovky jsou tisknuty v hodnotách 50, 100, 200, 500, 1000 korun. Ústřední motivy na bankovkách jsou: 
- 50 korun - maják v Utværu
- 100 korun - vikinská loď Gokstad
- 200 korun - treska
- 500 korun - záchranná loď RS 14 Stavanger
- 1000 korun - vlna na otevřeném moři

| Vyobrazení | Vyobrazení | Hodnota  | Rozměry     | Barva | Barva    | Popis                         | Popis              | Popis |
| Líc        | Rub        | Hodnota  | Rozměry     | Barva | Barva    | Líc                           | Uvedení do oběhu   |       |
| ---------- | ---------- | -------- | ----------- | ----- | -------- | ----------------------------- | ------------------ | ----- |
|            |            | 50 kr.   | 126 × 70 mm |       | Zelená   | maják v Utværu                | 11. října 2018     |       |
|            |            | 100 kr.  | 133 × 70 mm |       | Červená  | vikinská loď Gokstad          | 30. května 2017    |       |
|            |            | 200 kr.  | 140 × 70 mm |       | Modrá    | treska                        | 30. května 2017    |       |
|            |            | 500 kr.  | 147 × 70 mm |       | Oranžová | záchranná loď RS 14 Stavanger | 18. října 2018     |       |
|            |            | 1000 kr. | 154 × 70 mm |       | Fialová  | vlna na otevřeném moři        | 14. listopadu 2019 |       |

## Směnný kurz
V roce 2007 byl směnný kurz mezi norskou a českou korunou přibližně 1 NOK = 3.5 CZK. V roce 2009 byla jedna norská koruna rovna asi 3 Kč, v roce 2013 asi 3,3 Kč, v roce 2016 asi 2,9 Kč, v roce 2020 asi 2,35 Kč a v roce 2023 asi 2 Kč.